# Josef Neruda
Josef Neruda (Mohelno, 16 gennaio 1807 – Brno, 18 febbraio 1875) è stato un musicista, organista e compositore ceco.

## Biografia
Josef Neruda iniziò la propria carriera come musicista apprendendo i primi rudimenti musicali al monastero di Rajhrad. Durante la sua giovinezza, egli fu assistente insegnante di musica a Náměšť nad Oslavou, oltre a ricoprire l'incarico di organista della cappella di Haugwitz ed a insegnare piano privatamente a Olomouc. Nel 1832, egli accettò l'offerta di un posto che era vacante come organista della cattedrale di Brno ove rimase per i successivi 36 anni. Ebbe tra i propri allievi nomi illustri come il soprano Teresa Stolz che sarà tra le cantanti favorite di Giuseppe Verdi nell'ambito operistico.
Josef Neruda ebbe dieci figli, tutti votati al mondo della musica e di grande talento. Ad esempio, sua figlia Amalie Neruda (sposata Wickenhauser, 1834–1890), pianista, studiò con Leoš Janáček. Wilma Neruda fu una dotata violinista al punto da vantare tra i propri ammiratori addirittura l'allora principe del Galles (poi Edoardo VII del Regno Unito) il quale, unitamente ad un gruppo di ammiratori, le donò un palazzo ad Asolo, presso Venezia. Tra i figli maschi si ricorda in particolare il violoncellista Franz Xaver Neruda, che divenne poi professore ai conservatori di San Pietroburgo e Copenaghen.